# L'Hôpital-le-Grand
L'Hôpital-le-Grand is een gemeente in het Franse departement Loire (regio Auvergne-Rhône-Alpes) en telt 596 inwoners (1999). De plaats maakt deel uit van het arrondissement Montbrison.

## Geografie
De oppervlakte van L'Hôpital-le-Grand bedraagt 13,0 km², de bevolkingsdichtheid is 45,8 inwoners per km².
De onderstaande kaart toont de ligging van L'Hôpital-le-Grand met de belangrijkste infrastructuur en aangrenzende gemeenten.

## Demografie
Onderstaande figuur toont het verloop van het inwonertal (bron: INSEE-tellingen).